# 伽兰提斯

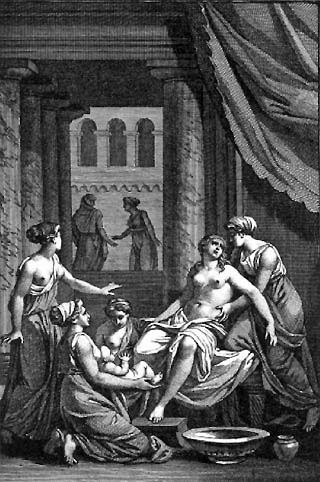
《赫拉克勒斯的出生》（由Jean Jacques Francois Le Barbier繪製）

伽兰提斯（希臘語：Γαλαθίς）是希腊神话中的人物。普洛托斯的女儿，底比斯王后阿尔克墨涅的朋友或侍女。
阿尔克墨涅与宙斯相爱怀了赫拉克勒斯。正当阿尔克墨涅临产之际，宙斯宣布，在这一天诞生的英雄将成为珀耳修斯一族和凡间其他人的统治者。嫉妒的天后赫拉为了延迟赫拉克勒斯降生的时间亲自降临凡间，施展魔法，她高高抬起双手，并且双手紧握、两膝合并，使得阿尔克墨涅长时间痛苦地不能分娩。伽兰提斯得知此情，就冲出门外大喊大叫（有也的说是伽兰提斯破门而入，向赫拉谎报说阿尔克墨涅已生下孩子），说阿尔克墨涅生了儿子。赫拉闻讯大为意外，于是恼怒地把手一拍，结果延迟分娩的魔力随即解除，赫拉克勒斯这才顺利降生下来。赫拉知道上当了，为了惩罚伽兰提斯蒙骗了她，赫拉把她变成一只蜥蜴或鼬鼠（黄鼠狼）。
在奥维德的《变形记》第九卷中，施行法术的人并非赫拉本人。在赫拉克勒斯降生之际，赫拉闻讯大怒，命令女儿分娩女神厄勒梯亚前去阻止孩子降生。厄勒梯亚来到凡间，蹲在阿尔克墨涅门口外的祭坛上，右腿压着左腿，双手紧握。伽兰提斯看到此番景象，知道了女主人不能分娩的原因，便故意到厄勒梯亚面前，笑嘻嘻地对她说：“虽然我不知道你是谁，但请起来为我的女主人高兴吧！她的祈祷得到了神灵的回应，生下了一个男孩！”厄勒梯亚听到此话大为意外，猛然站了起来，于是孩子呱呱落地。伽兰提斯的行为触怒了赫拉（或者是厄勒梯亚本人），赫拉把她变成鼬鼠。为惩罚她谎报军情，让鼬鼠口中生子。